# Great Speckled Bird
Great Speckled Bird est un groupe de country rock formé en 1969 par le duo musical canadien Ian et Sylvia Tyson. 
Ian Tyson chantait, jouait de la guitare et composait. Sylvia Tyson chantait, composait et jouait occasionnellement du piano. Les autres membres fondateurs étaient Amos Garrett (en) à la guitare et au chant, Ben Keith à la guitare steel, Ken Kalmusky (en) à la basse et Ricky Marcus à la batterie. Le nom du groupe a pour origine la chanson The Great Speckled Bird, enregistrée par Roy Acuff en 1936. 

## Carrière
Le groupe est présenté dans le film Festival Express, un documentaire sur le festival de musique du même nom qui a eu lieu en 1970. Les spectacles étaient programmés et les artistes voyageaient en train à travers le Canada. Dans le film, Great Speckled Bird interprète « CC Rider », aux côtés de Delaney Bramlett (en) et des membres des Grateful Dead. Une interprétation de la chanson de Bob Dylan / Richard Manuel « Tears of Rage (en) », sans l'accompagnement susmentionné, est incluse dans les bonus de la version DVD.
En 1970, le groupe devient le groupe maison de l'émission télévisée Nashville North, produite par CTV Television Network et filmée dans les studios CFTO-TV à Toronto, qui, après une saison, devient le Ian Tyson Show. L'émission a duré jusqu'en 1975. La même année David Wilcox remplace Amos Garrett.
Le groupe se sépare en 1975 mais, sans Sylvia, accompagne Ian Tyson pour son premier album solo en 1973 et ses performances live, jusqu'en 1976,.

## Discographie

### Albums
| Année | Album               | Artistes                                 | CAN | Label    |
| ----- | ------------------- | ---------------------------------------- | --- | -------- |
| 1970  | Great Speckled Bird | Great Speckled Bird                      | 54  | Ampex    |
| 1972  | You Were on My Mind | Ian & Sylvia and The Great Speckled Bird |     | Columbia |
| 1973  | Ol' Eon             | Ian Tyson                                | 81  | A&M      |

### Singles
| Année | Single                            | Classements | Classements | Classements | Album               |
| Année | Single                            | CAN Country | CAN AC      | CAN         | Album               |
| ----- | --------------------------------- | ----------- | ----------- | ----------- | ------------------- |
| 1970  | Trucker's Cafe                    | 9           |             | 94          | Great Speckled Bird |
| 1972  | You Were on My Mind               |             | 4           |             | You Were on My Mind |
| 1973  | Love Can Bless the Soul of Anyone |             | 46          | 61          | Ol' Eon             |
| 1974  | Great Canadian Tour               |             | 13          |             | Ol' Eon             |